# Fraisage

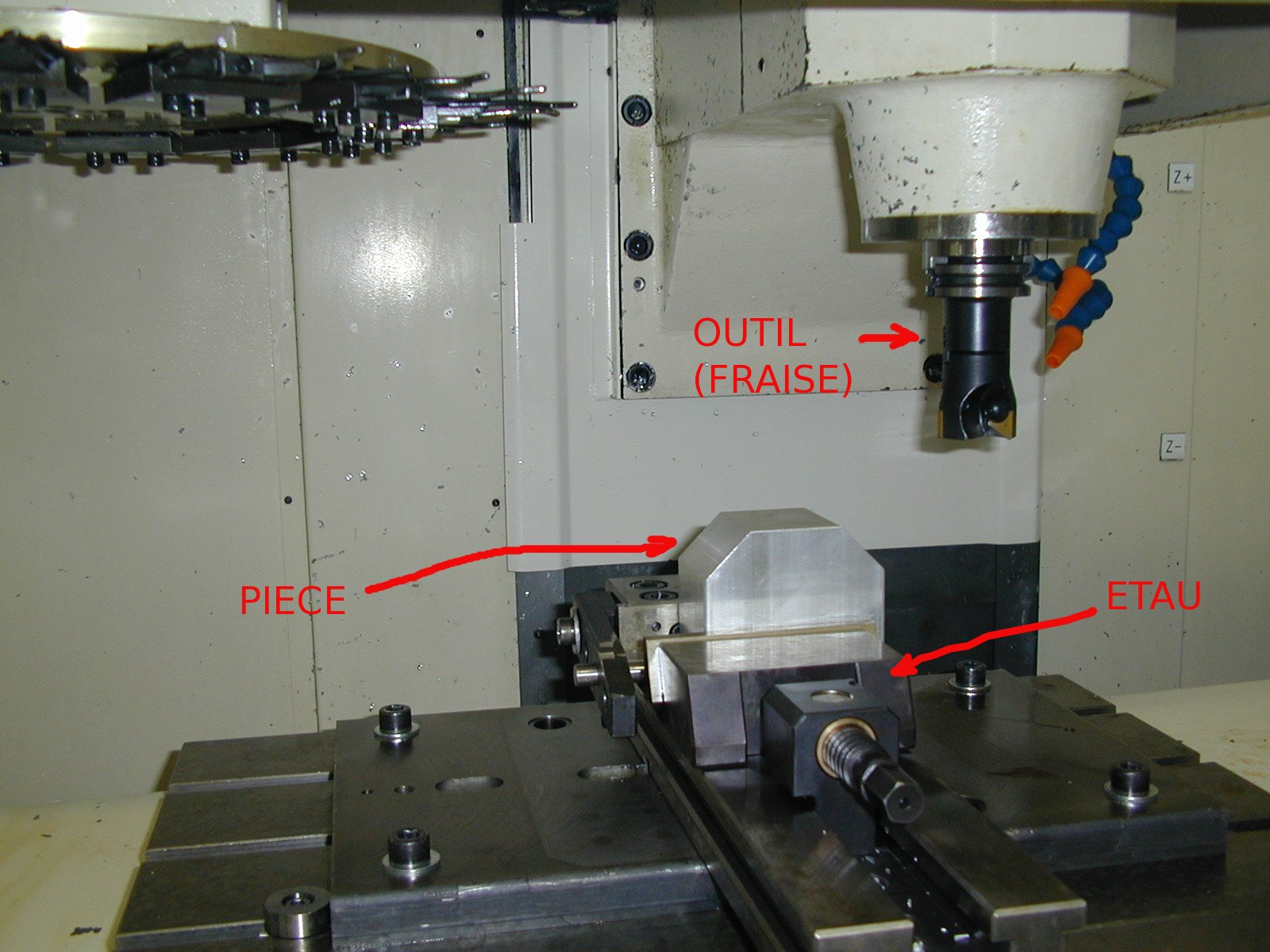
Fraiseuse à commande numérique

Le fraisage est un procédé de fabrication où l'enlèvement de matière sous forme de copeaux résulte de
la combinaison de deux mouvements : la rotation de l'outil de coupe, d'une part, et l'avancée de la pièce à usiner d'autre part.
Le fraisage est réalisé par une machine-outil, la fraiseuse qui est particulièrement adaptée à l'usinage de pièces prismatiques et permet également, si la machine est équipée de commande numérique, de réaliser tous types de formes même complexes. L'outil classiquement utilisé est la fraise.
Les fraiseuses actuelles sont fréquemment automatisées (fraiseuses à commande numérique et centres d'usinage). La programmation de commande numérique de ces machines nécessite le recours à des interfaces logicielles, pour une part embarquées sur la machine elle-même (Directeur de Code Numérique), et pour une autre part, extérieure à la machine (PC + progiciels Fabrication assistée par ordinateur 2D et 3D) .
Dans l'industrie, les ouvriers fraiseurs qualifiés effectuent fréquemment des travaux de tournage complémentaires.

## Liste des opérations
La liste des opérations, ou phases, dépend bien sûr de la pièce à fabriquer, mais on retrouve globalement les opérations suivantes :
- débit du brut : découpage de la pièce brute, en général dans de la barre à profil carré ou rectangulaire ;
- vérification du brut : au réglet ou au pied à coulisse, on vérifie que le brut est suffisamment grand (cotes extérieures de la pièce finie + épaisseur à enlever) ;
- ébavurage d'une grande face : avec une lime ou un ébavureur (sorte de petit couteau à lame courbe), on enlève les bavures dues au découpage, pour la face qui se retrouvera en bas lors de la première opération ;
- cubage : on usine successivement les différentes faces afin d'avoir un parallélépipède rectangle « parfait », c'est-à-dire dans les tolérances en termes de dimensions (cotes extérieures de la pièce finie) et géométriques (perpendicularité des faces, la planéité et l'état de surface étant assurés par le réglage de la machine et l'état de la pièce) ;
- réalisation des différentes opérations donnant la forme finale de la pièce.

Chaque démontage de la pièce implique un ébavurage et éventuellement une vérification des cotes.
Il n'est pas toujours nécessaire d'effectuer un cubage intégral, on peut se contenter des faces fonctionnelles — cela incluant les faces nécessaires à la mise en position dans la fraiseuse.

## Mise au cube serrage
1.Fraisez la plus grande surface de l'ébauche. Cette surface servira de surface de base.
2.Fixez la pièce avec la surface de base contre la mâchoire fixe, et fraisez la deuxième surface. Pour que la surface de base soit bien positionnée, mettez une barre cylindrique '' tendre '' (par exemple tige de cuivre) entre la pièce et la mâchoire mobile.
3.Fraisez la troisième face à la dimension désirée. Serrez la pièce de manière que la surface de base repose sur la mâchoire fixe, et la deuxième face en dessous sur la base polie. Tapez sur la pièce avec le marteau en plastique jusqu'à ce que la base polie ne puisse plus être déplacée.
4.Serrez la pièce avec la surface de base en dessous et tapez sur le support. Fraisez le quatrième côté à la dimension désirée.
5.Pour fraiser le cinquième et le sixième coté, fixez la pièce de manière qu'elle dépasse latéralement de l'étau. Fraisez les surfaces en utilisant le mode de fraisage en roulant.

## Mode de fraisage

Fraisage en bout en opposition.

Fraisage en roulant en opposition.

Les principales méthodes de fraisage pratiquées sont :
- le fraisage de profil (dit « de forme ») ;
- le fraisage en bout (dit « d'enveloppe » ou « surfaçage ») ;
- le fraisage combiné (en bout et de profil) ;
- le tréflage.

## Mode d'action de la fraise
D'autre part, le fraisage peut s'effectuer :
- en opposition : l'effort de coupe tangentiel de la fraise s'oppose à l'avance de la pièce à fraiser ; c'est la méthode utilisée sur machine conventionnelle afin de neutraliser les jeux de transmission de mouvement ;
- en concordance, dit « en avalant » : l'effort de coupe tangentiel accompagne la pièce à fraiser dans son déplacement : c'est la méthode utilisée sur les machines à commande numérique, qui n'ont pas de jeu à compenser grâce aux vis à billes ; cette méthode permet d'avoir un meilleur état de surface.

## Principes généraux
La vitesse de coupe Vc est donnée pour un couple matériau à usiner/outil, typiquement de 15 m/min pour usiner un acier extra-dur avec un outil en acier rapide, à 800 m/min pour un alliage d'aluminium avec un outil carbure. Cela détermine la fréquence de rotation N (en tour par minute)
{\displaystyle \mathrm {N} ={\frac {1\,000\times \mathrm {V_{c}} }{\pi \mathrm {D} }}}
où D est le diamètre de la fraise en mm.
- on choisit l'outil ayant le diamètre le plus petit permettant de couvrir la surface en une seule passe, lorsque c'est possible ; cela permet d'avoir un nombre minimum d'opérations et d'avoir une vitesse d'avance plus rapide, donc de diminuer le temps de fabrication ;
- on envoie les efforts vers le mors fixe de l'étau, afin de ne pas solliciter le mors mobile.